# Parazyxomma flavicans
Parazyxomma flavicans là một monophyletic loài chuồn chuồn ngô thuộc họ Libellulidae. Nó được tìm thấy ở Bénin, Botswana, Cameroon, Cộng hòa Dân chủ Congo, Bờ Biển Ngà, Gabon, Gambia, Ghana, Guinea, Guinea-Bissau, Liberia, Malawi, Namibia, Nigeria, Senegal, Nam Phi, Uganda, Zambia, và Zimbabwe. Các môi trường sống tự nhiên của chúng là đầm lầy, hồ nước ngọt, hồ nước ngọt có nước theo mùa, đầm nước ngọt, và đầm nước ngọt có nước theo mùa.